# Hanauer SC 1960
Der Hanauer SC 1960 (offiziell: Hanuer Sport Club 1960 e. V.) ist ein Sportverein aus Hanau in Hessen. Die erste Fußballmannschaft der Männer spielt seit dem Aufstieg 2023 in der Hessenliga.

## Geschichte
Der Verein wurde im Jahre 1960 in der Gaststätte „Zum Freigericht“ gegründet. Ursprünglich sollte der Verein Hanauer Sport Verein heißen, jedoch wollten die Vereinsgründer, Straßenfußballer aus dem Dunlopviertel, Verwechselungen mit dem Hamburger SV vermeiden. Der Verein spielte die ersten Jahrzehnte seiner Existenz in der Kreisliga B. Erster großer Erfolg war der Gewinn der Hallen-Stadtmeisterschaft durch einen 3:1-Sieg über den TSV 1860 Hanau. Um die Jahrtausendwende war der Verein finanziell schwer angeschlagen. Einige kurdischstämmige Spieler übernahmen daraufhin die Verantwortung im Verein. Im Jahre 2005 gelang der Aufstieg in die Kreisliga A. Vier Jahre später gelang der Aufstieg in die Kreisoberliga, bevor 2014 der Sprung in die Gruppenliga Frankfurt-Ost gelang. Zwei Jahre später folgte der Aufstieg in die Verbandsliga Süd. In der zweithöchsten hessischen Amateurliga konnten sich die Hanauer gleich in der Spitzengruppe platzieren und konnten im Jahre 2023 den Aufstieg in die Hessenliga feiern. In der Aufstiegssaison 2023/24 erreichte die Mannschaft auf Anhieb den fünften Platz.

## Stadion
Der Verein trägt seine Heimspiele im Herbert-Dröse-Stadion aus. Das Stadion wurde im Jahre 1951 erbaut und bietet Platz für 16.000 Zuschauer. Der Hanauer SC 1960 teilt sich das Stadion mit dem American-Football-Team der Hanau Hornets. Bis 1999 spielten der FC Hanau 93 und die Hanau Hawks im Herbert-Dröse-Stadion.

## Erfolge
- Meister der Verbandsliga Süd: 2023

## Persönlichkeiten
- Abassin Alikhil
- Zubayr Amiri
- Semih Aydilek
- Pau Babot
- Jannis Pellowski
- Shelby Printemps